# (14111) Kimamos
(14111) Kimamos (1998 QA24) – planetoida z pasa głównego asteroid okrążająca Słońce w ciągu 3,5 lat w średniej odległości 2,3 j.a. Odkryta 17 sierpnia 1998 roku.